# Zisterzienserinnenabtei Valsauve

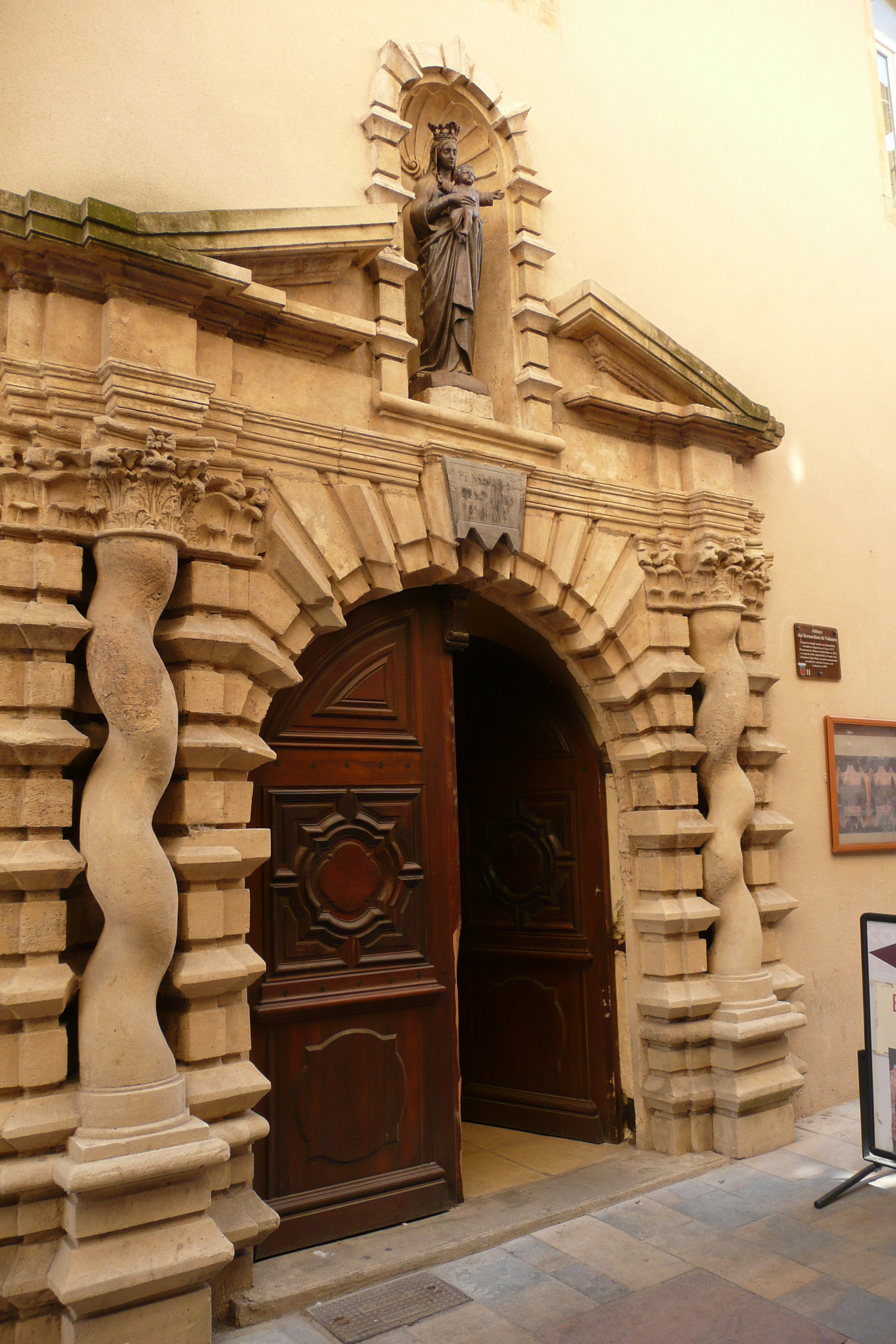
Portal des Klosters in Bagnols-sur-Cèze

Die Zisterzienserinnenabtei Valsauve war vom 13. Jahrhundert bis 1790 ein Kloster der Zisterzienserinnen, zuerst in Verfeuil, ab 1375 in Bagnols-sur-Cèze im Département Gard (Frankreich).

## Geschichte
Das Zisterzienserinnenkloster Valsauve (= Tal des Heils)  wurde vor 1217 als Priorat im Bistum Uzès gegründet, wechselte 1375 in die Stadt Bagnols-sur-Cèze, wo es zur Abtei (Abbaye Royale Notre-Dame de Valsauve) erhoben wurde, und bestand dort bis zur Schließung durch die Französische Revolution im Jahre 1790. Das Pensionat der seinerzeit als Bernardines de Valsauve oder Dames de Valsauve bekannten Nonnen wurde im 19. Jahrhundert von den Dames de Saint Maur (Congregatio sororum a Jesu Infante) übernommen und beherbergte bis 1989 eine Schule (heute einen kulturell genutzten Ausstellungsraum: Centre d’art rhodanien Saint-Maur, mit sehenswertem Eingangsportal). Südlich Verfeuil zeugt der Weilername Valsauve (derzeit privater Jagdpark Domaine de Valsauve) von dem ehemaligen Kloster. Die auf 1283 datierte Klosterkirche (18 Meter lang) ist dort in Resten vorhanden.
Das von einer Figurennische gekrönte Klosterportal ist als Monument historique geschützt.